# Belfegor (mitologia)

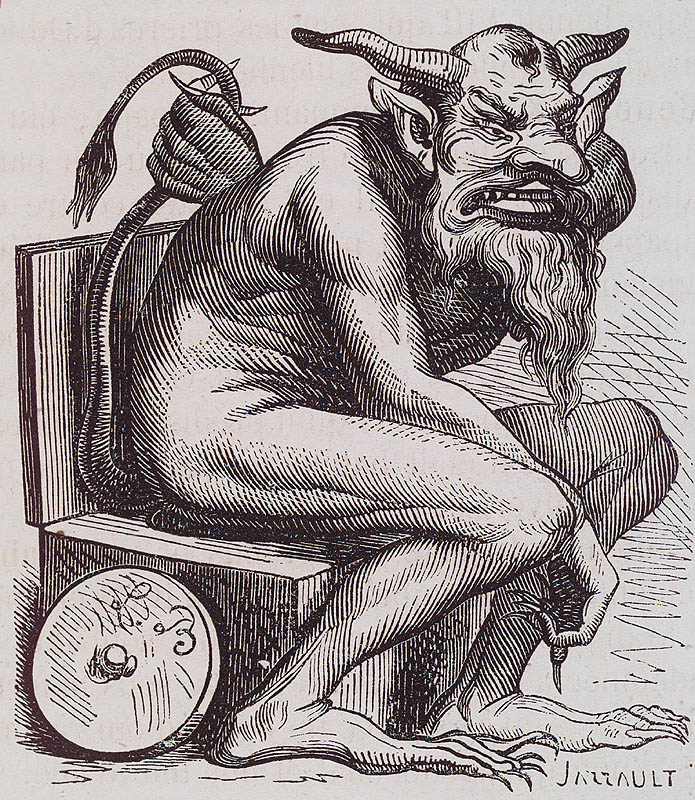
Belfegor według Słownika wiedzy tajemnej Collina de Plancy, 1863

Belfegor (Baalfegor, Belfagor, Baal-Peor czyli władca szczelin lub bóg Baal z góry Phegor) – w tradycji okultystycznej demon odkryć i znakomitych pomysłów. Uznawany przez kabalistów za upadłego anioła, który przed upadkiem przynależał do Chóru Księstw. W demonologii chrześcijańskiej uznawany jest za opiekuna jednego z grzechów głównych - lenistwa. 
Jest przedstawiany pod postacią młodej dziewczyny. Pierwotnie czczony przez Moabitów na górze Phegor. Miał postać fallusa i był uznawany za boga rozpusty. Rufin z Akwilei i św. Hieronim utożsamiali go z Baal-Peorem z Księgi Liczb (25, 2-6). Collin de Plancy uważał, że Belfegor jest akredytowanym ambasadorem piekła we Francji, o tym samym wspomina Victor Hugo w Pracownikach morza. Robert E. L. Masters w Eros and evil dowodzi, iż jest odpowiednikiem hinduskiego Rutrema. Niektórzy badacze utożsamiają go z Crepitusem lub Priapem.
Obrzędy ku jego czci odbywały się na kulawym stołku, a w ofierze składano mu produkty trawienia.
Johann Weyer (Jan Wier) zauważył, że demon ten ma zawsze otwarty pysk, co związane jest z imieniem Fegor oznaczającym szczelinę – w pewnych wypadkach cześć oddawano mu w grotach, a ofiary wrzucano tam przez szczeliny.